# Luka Dončić
Luka Dončić (AFI: [lùːka dòːntʃitʃ]; Lubiana, 28 febbraio 1999) è un cestista sloveno, professionista nella NBA con i Los Angeles Lakers, che può giocare da playmaker, guardia o ala piccola.
Soprannominato Luka "Magic", è considerato uno dei più grandi talenti del basket mondiale e, nonostante la giovane età, uno dei cestisti europei più forti di sempre. È il terzo più veloce per quanto riguarda le partite giocate (351), dietro a Buddy Hield (350) e Duncan Robinson (343).
Il 25 dicembre 2023 ha superato i 10 000 punti dopo 358 partite; il settimo più veloce dopo Wilt Chamberlain (236), Michael Jordan (303), Elgin Baylor (315), Kareem Abdul-Jabbar (319), Oscar Robertson (334) e George Gervin (355); e a 24 anni e 300 giorni, il sesto più giovane dopo LeBron James, Kevin Durant, Kobe Bryant, Carmelo Anthony, Tracy McGrady.
Per le sue origini slave e per la sua precocità nel mondo della pallacanestro, pur essendo giocatori abbastanza diversi, viene spesso accostato a Dražen Petrović.

## Biografia
È figlio di Saša Dončić, ex cestista sloveno di origine serba.

## Caratteristiche tecniche
Considerato uno dei migliori giovani europei di tutti i tempi, Dončić può giocare sia da playmaker che da guardia che da ala piccola, grazie alla sua versatilità. È dotato di un notevole bagaglio di esperienze per essere così giovane e questo, unito al suo fisico (201 cm x 104 kg, molto potente per essere un playmaker), gli permette di essere un fattore in tutte le situazioni: è un abile attaccante, capace di creare dal palleggio, a giocare il P&R per servire i compagni sul perimetro o assistere il rollante oppure mettersi in proprio ed arrivare al ferro; gioca spesso in post contro avversari più piccoli di lui. Inoltre, è molto bravo ad assorbire i contatti in area, subendo molti falli per andare in lunetta e cercando spesso il fallo e canestro. Difensivamente, a volte tende a essere superficiale ma è bravo a leggere in anticipo le intenzioni degli avversari. Visto il suo impatto in NBA può essere paragonato a Larry Bird.

## Carriera

### Club

#### Primi anni
Il padre di Luka è Saša Dončić, giocatore di basket sloveno, di origine serba, che ha giocato anche con la maglia della propria nazionale, mentre sua madre Mirjam Poterbin è stata una modella e danzatrice, disciplina con la quale ha vinto il titolo mondiale insieme all'Urška dance group. Dončić ha iniziato a praticare pallacanestro, calcio e judo all'età di 5 anni, presso la scuola elementare Miran Jarc di Lubiana. Con il passare degli anni, Luka si è concentrato sulla pallacanestro, entrando a far parte delle squadre giovanili dell'Union Olimpija.
Ha iniziato la sua carriera nelle giovanili della KK Union Olimpija. Nell'aprile 2012 Dončić vince il titolo di MVP al torneo U-13 Lido di Roma, realizzando 54 punti, prendendo 11 rimbalzi e collezionando 10 assist solo nella gara finale giocata contro la SS Lazio. Nel settembre 2012, a soli 13 anni, firma un contratto quinquennale con il Real Madrid. Nel febbraio 2012 Dončić aveva già giocato la Minicopa ACB 2012 vestendo la maglia del Real Madrid, ma essendo solamente in prestito dall'Union Olimpija. In finale ha realizzato 20 punti contro i rivali dell'FC Barcelona.
Grazie alle sue ottime prestazioni nelle stagioni passate con la maglia del Real Madrid U-16, nella stagione 2014-15 indossa la maglia della squadra U-18 e del Real Madrid B, dove diventa subito uno dei migliori giocatori, finendo la stagione con 14,5 punti, 6,2 rimbalzi e 3,1 assist di media, portando la sua squadra al primo posto del girone B della Liga EBA. Nel 2015 vince il torneo Ciutat de L'Hospitalet, valido per la qualificazione al torneo finale dell'Euroleague Basketball Next Generation, venendo inserito nell'All-Tournament Team, nonostante sia più giovane di almeno due anni di tutto il resto della sua squadra. A maggio 2015 Dončić vince il Next Generation Tournament con il Real Madrid, battendo in finale i campioni in carica della Stella Rossa e venendo nominato MVP della competizione.

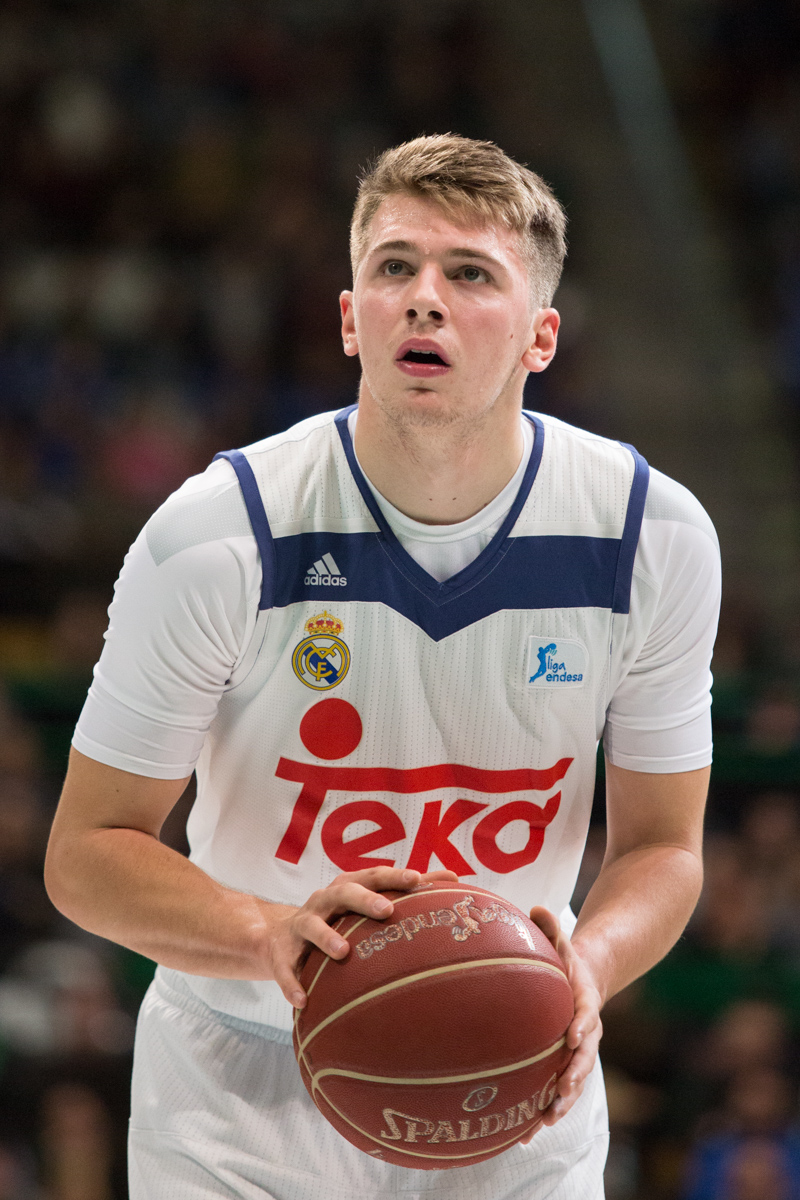
Dončić dalla lunetta con la camiseta blanca mentre si appresta a tirare un tiro libero nel 2017.

#### Real Madrid
Il 30 aprile 2015 diventa il più giovane giocatore ad aver vestito la maglia del Real Madrid in una gara di Liga ACB, avendo solo 16 anni, 2 mesi e 2 giorni. Il suo primo canestro è stato una tripla nella partita vinta contro l'Unicaja Málaga. Nella storia del massimo campionato spagnolo, Dončić è il terzo giocatore più giovane ad esser sceso in campo, venendo dopo Ricky Rubio (14 anni e 11 mesi) e Ángel Rebolo (15 anni e 3 mesi) Ha giocato e vinto la Liga ACB 2014-2015 e la Coppa Intercontinentale del 2015.
Nella stagione 2016-17 riesce con la sua squadra ad arrivare alle Final Four di Eurolega ma, perdendo entrambe le partite, il Real si classifica solamente quarto. Viene comunque eletto miglior giovane della manifestazione. In campionato, dopo aver concluso al primo posto la stagione, porta la sua squadra in finale playoff dove si arrende per 3-1 al Valencia. Anche in questo caso, viene eletto miglior giovane della competizione.
Nella stagione 2017-18 vince l'Eurolega venendo eletto MVP, MVP delle Final Four (più giovane di sempre in entrambi i casi) e miglior giovane. Viene inserito anche nel miglior quintetto della manifestazione assieme a Nick Calathes, Nando de Colo, Tornik'e Shengelia e Jan Veselý. Inoltre, porta la sua squadra alla finale playoff della Liga ACB, il campionato spagnolo, vincendo la serie per 3-1 contro Saski Baskonia, venendo nominato MVP della competizione anche in questo caso.

#### NBA

##### Dallas Mavericks (2018-2025)

###### Rookie dell'anno (2018-2019)
Al Draft NBA 2018 del 21 giugno viene selezionato alla terza scelta assoluta dagli Atlanta Hawks, che cedono successivamente i suoi diritti ai Dallas Mavericks in cambio della quinta scelta assoluta Trae Young e di una futura prima scelta al Draft 2019. Durante la stagione diventa il più giovane giocatore con 25 punti e 10 assist in una singola partita dal 2004, anno in cui ci riuscì LeBron James, e il giocatore più giovane di sempre a realizzare una tripla-doppia con almeno 30 punti, battendo il record dello stesso James. È inoltre l'unico teenager ad aver realizzato più di 1 tripla-doppia in una stagione (8 in totale). È il teenager ad aver segnato il maggior numero di punti in stagione prima della pausa dell'All Star Game, l'unico a superare i 1100 punti, precedendo anche Carmelo Anthony e LeBron James. Non è stato convocato all'All-Star Game nonostante fosse arrivato terzo tra i voti dei tifosi dietro a LeBron James e Giannīs Antetokounmpo. Le sue prestazioni gli valgono comunque il premio di Rookie of the Year.

###### La consacrazione (2019-2020)

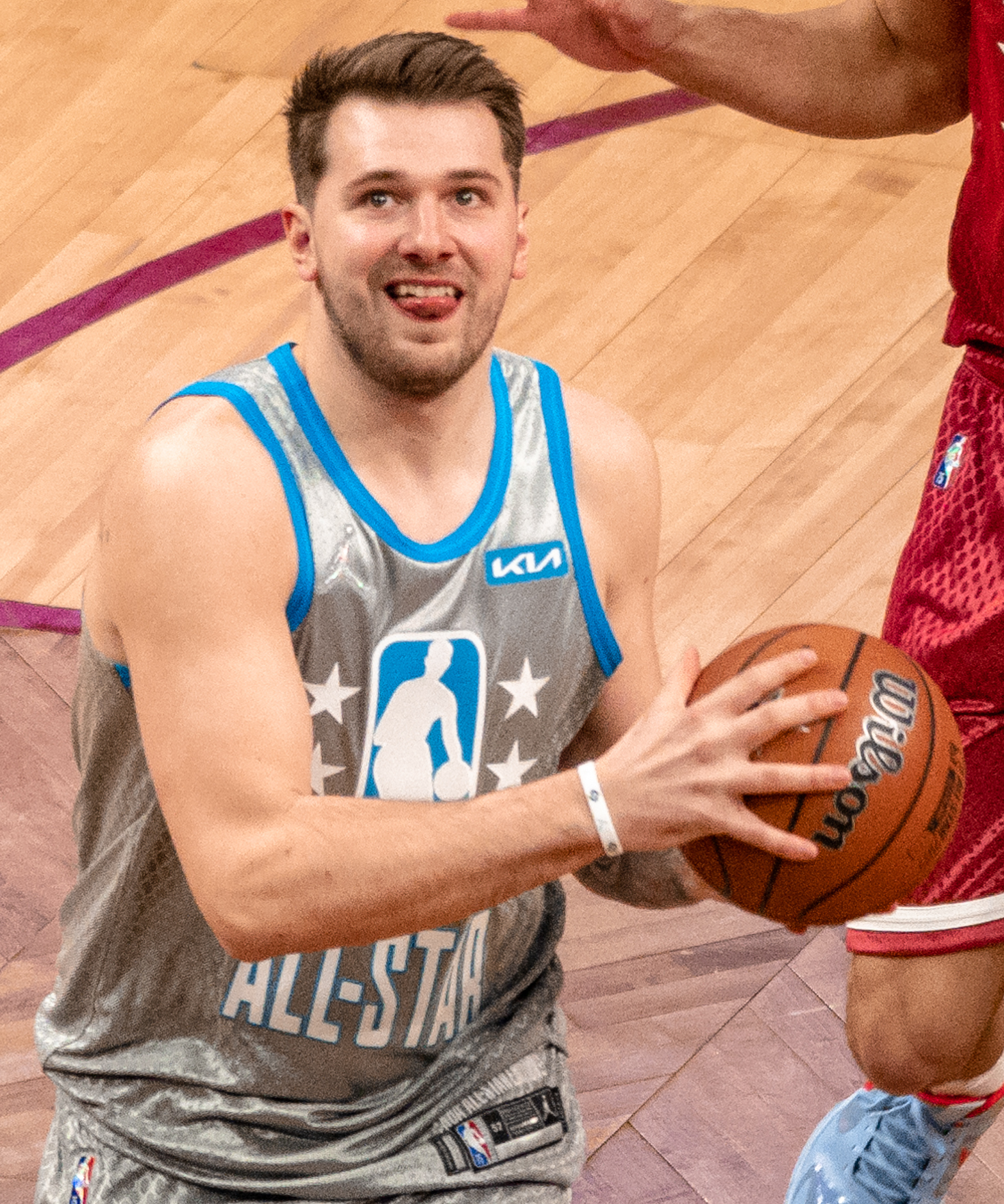
Doncic all’NBA All-Star Weekend 2022

La seconda stagione vede la consacrazione a stella di Dončić, che, grazie ad eccellenti prestazioni, si guadagna la convocazione per l'All Star Game 2020, diventando il più giovane europeo a riuscire a parteciparvi. Durante la regular season riesce a battere alcuni record di precocità, trascinando (grazie anche alla crescita in rendimento del compagno Kristaps Porziņģis) i Dallas Mavericks ai playoff dopo 3 anni di assenza. L'8 agosto viene nominato come finalista, insieme a Bam Adebayo e Brandon Ingram, per il Most Improved Player Award, riconoscimento che ogni anno la NBA conferisce al giocatore che più si è migliorato rispetto alle stagioni precedenti.
Al primo turno dei play-off i Mavericks, settima testa di serie, si trovano di fronte i Clippers di Kawhi Leonard e Paul George, seconda testa di serie e candidata alla vittoria del titolo. In gara 1 Dončić realizza 42 punti, massimo nella storia per un giocatore al debutto nei Playoff NBA, non riuscendo comunque ad evitare la sconfitta dei suoi. I Mavericks si riscattano in gara 2, dove Dončić, grazie ai 28 punti realizzati, diventa il secondo giocatore (sotto George Mikan) con più punti a referto nelle prime due partite di postseason in carriera (70), superando, al secondo posto, Kareem-Abdul Jabbar. Dopo un'opaca gara 3, in cui Dončić è costretto a uscire per una distorsione alla caviglia, in gara 4 i Mavericks, orfani di Porzingis, si impongono al supplementare, con Dončić che diventa il più giovane di sempre a segnare un buzzer beater in una partita di Playoff, il più giovane a realizzare una tripla doppia con almeno 40 punti, e uno dei tre giocatori (insieme a Oscar Robertson e Charles Barkley) ad aver realizzato almeno 40 punti, 15 rimbalzi e 10 assist in una partita di post-season. I Mavericks perdono però la serie contro i Clippers in 6 gare.
La stagione successiva invece, lo sloveno dopo una prima parte di stagione opaca per i suoi standard, disputa una grande seconda parte di stagione, portando la franchigia texana ai play-off, dove si rende protagonista di prestazioni straordinarie eliminando alle semifinali di conference una delle grandi favorite al titolo, i Phoenix Suns, venendo però sconfitti dai futuri campioni, i Golden State Warriors.

###### Record
Grazie al successo dei Mavericks nel derby texano contro gli Spurs, lo sloveno diventa il primo giocatore di ogni epoca a mettere a referto 220 punti, 50 rimbalzi e 50 assist in 5 partite. Il 28 dicembre 2022 realizza una mostruosa tripla doppia da 60 punti, 21 rimbalzi e 10 assist, primo nella storia a riuscirci. Nelle ultime 5 gare di dicembre 2022 Luka Doncic realizza:
- 50 punti, 8 rimbalzi, 10 assist
- 32 punti, 9 rimbalzi, 9 assist
- 60 punti, 21 rimbalzi, 10 assist
- 35 punti, 12 rimbalzi, 13 assist
- 51 punti, 6 rimbalzi, 9 assist

Medie: 45,6 punti, 11,2 rimbalzi, 10,2 assist

###### 2023-2025
Durante la partita del 27 gennaio 2024, Mavs-Hawks, Dončić realizza una partita indimenticabile mettendo a referto ben 73 punti, 10 rimbalzi e 7 assist, con un impressionante 75.8% al tiro (25/33) diventando il giocatore con i punti più alti segnati nella stagione 23-24, sopra a Joel Embiid che ne ha messi a segno 70 circa quattro giorni prima. Chiude la stagione portando la sua squadra inizialmente ai play-off fino a raggiungere le NBA Finals (le prime della sua carriera) dopo aver eliminato in ordine Los Angeles Clippers, Oklahoma City Thunder e Minnesota Timberwolves. Con la vittoria su quest'ultimi Dončić si laurea inoltre MVP delle finali della Western Conference.

##### Los Angeles Lakers (2025-)
Il 2 febbraio 2025 Luka Dončić viene scambiato dai Dallas Mavericks ai Los Angeles Lakers insieme a Maxi Kleber e Markieff Morris in cambio di Anthony Davis, Max Christie e una futura prima scelta al Draft del 2029. Come parte dello scambio, gli Utah Jazz hanno ricevuto Jalen Hood-Schifino e due scelte al secondo giro del draft.

### Nazionale

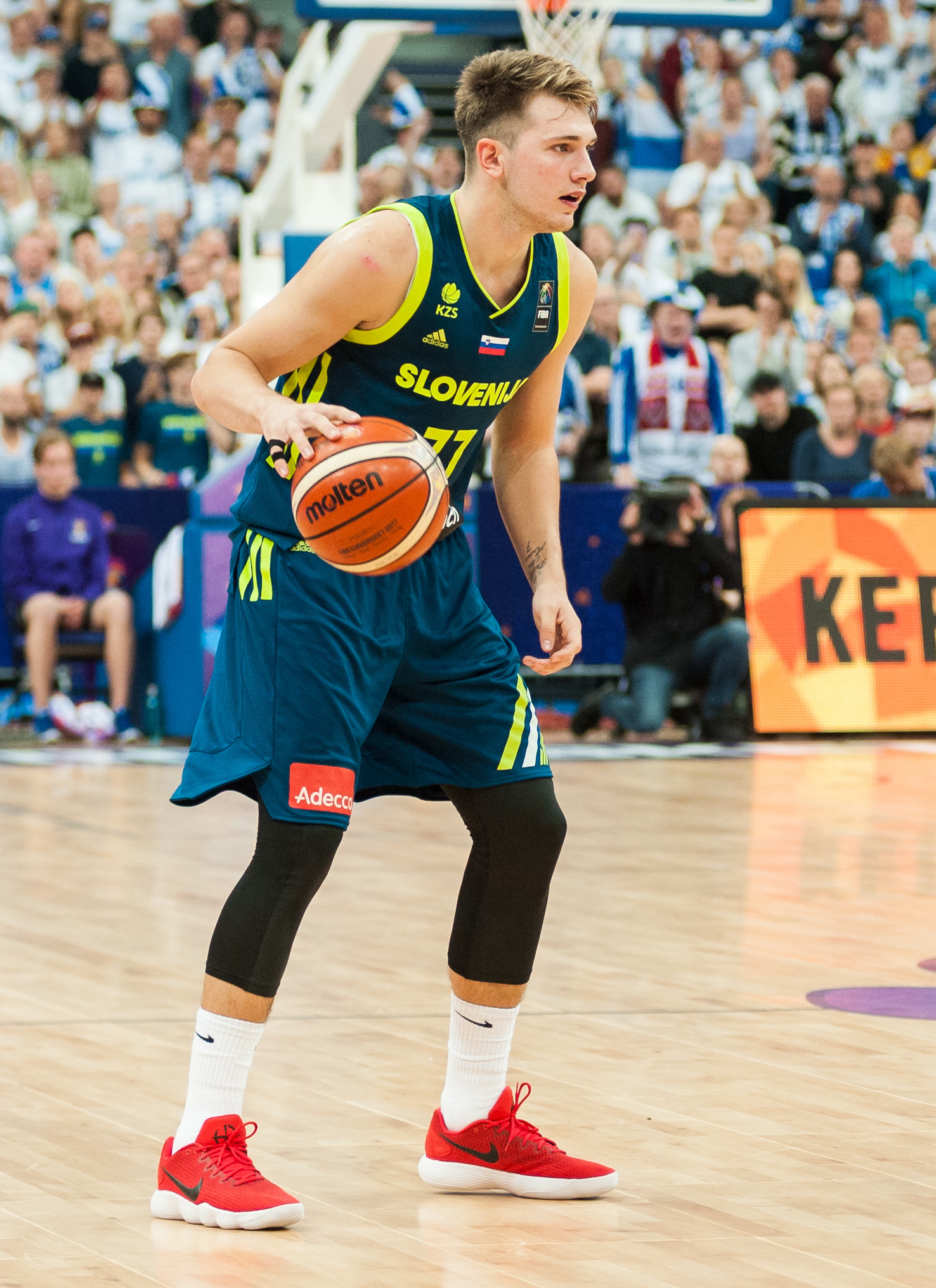
Dončić in azione con la nazionale slovena al Campionato europeo maschile di pallacanestro 2017.

Dončić doveva giocare il campionato europeo Under-16 del 2014, ma ha dovuto saltarlo a causa di un infortunio. A dicembre 2014 ha indossato la maglia della Slovenia Under-16 in un torneo amichevole in Ungheria. Dončić ha concluso il torneo con 35,3 punti e 7,6 rimbalzi a partita, tirando con l'81% da due punti e il 57% da tre punti.
Dončić prende parte al campionato europeo del 2017 come una delle due principali stelle della nazionale slovena, assieme al playmaker Goran Dragić. Conclude la competizione europea con una media di 14,3 punti, 8,1 rimbalzi e 3,6 assist a partita e la medaglia d'oro avendo vinto la competizione con la sua Nazionale (nonostante un piccolo infortunio alla caviglia gli abbia tolto la possibilità di finire la finale). Inoltre, viene inserito nel miglior quintetto della competizione assieme a Pau Gasol, Goran Dragić (MVP del torneo), Aleksej Šved e Bogdan Bogdanović.

## Statistiche
| * | Primo nella lega |

### NBA

#### Regular Season
| Anno      | Squadra          | PG  | PT  | MP   | TC%  | 3P%  | TL%  | RP  | AP  | PRP | SP  | PP    |
| --------- | ---------------- | --- | --- | ---- | ---- | ---- | ---- | --- | --- | --- | --- | ----- |
| 2018-2019 | Dallas Mavericks | 72  | 72  | 32,2 | 42,7 | 32,7 | 71,3 | 7,8 | 6,0 | 1,1 | 0,3 | 21,2  |
| 2019-2020 | Dallas Mavericks | 61  | 61  | 33,6 | 46,3 | 31,6 | 75,8 | 9,4 | 8,8 | 1,0 | 0,2 | 28,8  |
| 2020-2021 | Dallas Mavericks | 66  | 66  | 34,3 | 47,9 | 35,0 | 73,0 | 8,0 | 8,6 | 1,0 | 0,5 | 27,7  |
| 2021-2022 | Dallas Mavericks | 65  | 65  | 35,4 | 45,7 | 35,3 | 74,4 | 9,1 | 8,7 | 1,2 | 0,6 | 28,4  |
| 2022-2023 | Dallas Mavericks | 66  | 66  | 36,2 | 49,6 | 34,2 | 74,2 | 8,6 | 8,0 | 1,4 | 0,5 | 32,4  |
| 2023-2024 | Dallas Mavericks | 70  | 70  | 37,5 | 48,7 | 38,2 | 78,6 | 9,2 | 9,8 | 1,4 | 0,5 | 33,9* |
| 2024-2025 | Dallas Mavericks | 22  | 22  | 35,7 | 46,4 | 35,4 | 76,7 | 8,3 | 7,8 | 2,0 | 0,4 | 28,1  |
| 2024-2025 | L.A. Lakers      | 28  | 28  | 35,1 | 43,8 | 37,9 | 79,1 | 8,1 | 7,5 | 1,6 | 0,4 | 28,2  |
| Carriera  | Carriera         | 450 | 450 | 34,9 | 47,0 | 34,8 | 74,8 | 8,7 | 8,3 | 1,2 | 0,5 | 28,6  |
| All-Star  | All-Star         | 4   | 3   | 23,2 | 45,8 | 33,3 | -    | 1,5 | 5,0 | 0,3 | 0,0 | 7,0   |

#### Massimi in carriera
Regular Season
- Massimo di punti: 73 vs Atlanta Hawks (27 gennaio 2024)[37]
- Massimo di rimbalzi: 21 vs New York Knicks (27 dicembre 2022)
- Massimo di assist: 20 vs Washington Wizards (1º maggio 2021)
- Massimo di palle rubate: 5 vs Denver Nuggets (7 gennaio 2021)
- Massimo di stoppate: 4 vs Charlotte Hornets (13 gennaio 2021)
- Massimo di minuti giocati: 53 vs Los Angeles Lakers (12 gennaio 2023)

#### Play-off
| Anno     | Squadra          | PG  | PT | MP   | TC%  | 3P%  | TL%  | RP  | AP   | PRP | SP  | PP    |
| -------- | ---------------- | --- | -- | ---- | ---- | ---- | ---- | --- | ---- | --- | --- | ----- |
| 2020     | Dallas Mavericks | 6   | 6  | 35,8 | 50,0 | 36,4 | 65,6 | 9,8 | 8,7  | 1,2 | 0,5 | 31,0  |
| 2021     | Dallas Mavericks | 7   | 7  | 40,1 | 49,0 | 40,8 | 52,9 | 7,9 | 10,3 | 1,3 | 0,4 | 35,7* |
| 2022     | Dallas Mavericks | 15  | 15 | 36,8 | 45,5 | 34,5 | 77,0 | 9,8 | 6,4  | 1,8 | 0,6 | 31,7* |
| 2024     | Dallas Mavericks | 22* | 22 | 40,9 | 44,6 | 32,2 | 76,5 | 9,5 | 8,1  | 1,9 | 0,4 | 28,9  |
| 2025     | L.A. Lakers      | 5   | 5  | 41,6 | 45,2 | 34,8 | 89,1 | 7,0 | 5,8  | 1,0 | 0,6 | 30,2  |
| Carriera | Carriera         | 55  | 55 | 38,9 | 46,2 | 34,7 | 72,0 | 9,4 | 8,0  | 1,7 | 0,5 | 30,9  |

#### Massimi in carriera
Play-off
- Massimo di punti: 46 vs Los Angeles Clippers (6 giugno 2021)
- Massimo di rimbalzi: 17 vs Los Angeles Clippers (23 agosto 2020)
- Massimo di assist: 14 (2 volte)
- Massimo di palle rubate: 4 (2 volte)
- Massimo di stoppate: 2 (4 volte)
- Massimo di minuti giocati: 45 vs Los Angeles Clippers (23 agosto 2020)

### Eurolega
| Anno       | Squadra     | PG | PT | MP   | TC%  | 3P%  | TL%  | RP  | AP  | PRP | SP  | PP   |
| ---------- | ----------- | -- | -- | ---- | ---- | ---- | ---- | --- | --- | --- | --- | ---- |
| 2015-2016  | Real Madrid | 12 | 0  | 11,1 | 40,7 | 31,3 | 88,2 | 2,3 | 2,0 | 0,2 | 0,3 | 3,5  |
| 2016-2017  | Real Madrid | 35 | 15 | 19,9 | 43,4 | 37,1 | 84,4 | 4,5 | 4,2 | 0,9 | 0,2 | 7,8  |
| 2017-2018† | Real Madrid | 33 | 17 | 25,9 | 45,1 | 32,9 | 81,6 | 4,8 | 4,3 | 1,1 | 0,3 | 16,0 |
| Carriera   | Carriera    | 80 | 32 | 21,1 | 44,3 | 34,4 | 82,8 | 4,3 | 3,9 | 0,8 | 0,3 | 10,6 |

## Palmarès

### Squadra

#### Competizioni giovanili
- Euroleague Basketball Next Generation Tournament: 1

Real Madrid: 2015

#### Competizioni nazionali
- Campionato spagnolo: 3

Real Madrid: 2014-15, 2015-16, 2017-18
- Copa del Rey: 2

Real Madrid: 2016, 2017

#### Competizioni internazionali
- Coppa Intercontinentale: 1

Real Madrid: 2015
- Eurolega: 1

Real Madrid: 2017-18

### Nazionale
- Europei:  1

 Turchia 2017

### Individuale

#### Euroleague
- MVP dell'Euroleague Basketball Next Generation Tournament: 1

Real Madrid: 2015
- Euroleague Rising Star Trophy: 2 (record condiviso con Nikola Mirotić e Bogdan Bogdanović)

Real Madrid: 2016-17, 2017-18
- All-Euroleague First Team: 1

Real Madrid: 2017-18
- Euroleague MVP: 1

Real Madrid: 2017-18
- Euroleague Final Four MVP: 1

Real Madrid: 2017-18
- Liga ACB MVP: 1

Real Madrid: 2017-18
- All-25 Euroleague team

#### NBA
- NBA All-Rookie First Team (2019)
- NBA Rookie Of The Year (2019)
- Convocazioni all'All-Star Game: 5

2020, 2021, 2022, 2023, 2024
- All-Seeding Team: 1

First Team: 2020
- All-NBA Team : 5

First Team: 2020, 2021, 2022, 2023, 2024
- Migliori marcatori stagionali NBA: 1

2024
- NBA Western Conference Finals MVP: 1

2024

#### Nazionale
- FIBA EuroBasket All-Tournament Teams: 1

2017
- FIBA World Cup All-Tournament Teams: 1

2023
- FIBA Men's Olympics All-Star Five Tokyo 2020

## Stipendio
| Stagione  | Squadra                               | Salario     |
| --------- | ------------------------------------- | ----------- |
| 2018-2019 | Dallas Mavericks                      | $6,560,642  |
| 2019-2020 | Dallas Mavericks                      | $7,683,360  |
| 2020-2021 | Dallas Mavericks                      | $8,049,360  |
| 2021-2022 | Dallas Mavericks                      | $10,174,391 |
| 2022-2023 | Dallas Mavericks                      | $37,096,500 |
| 2023-2024 | Dallas Mavericks                      | $40,064,220 |
| 2024-2025 | Dallas Mavericks / Los Angeles Lakers | $43,000,000 |